# Labulla thoracica
Labulla thoracica là một loài nhện trong họ Linyphiidae. Chúng được miêu tả năm 1834 bởi Wider.

## Hình ảnh

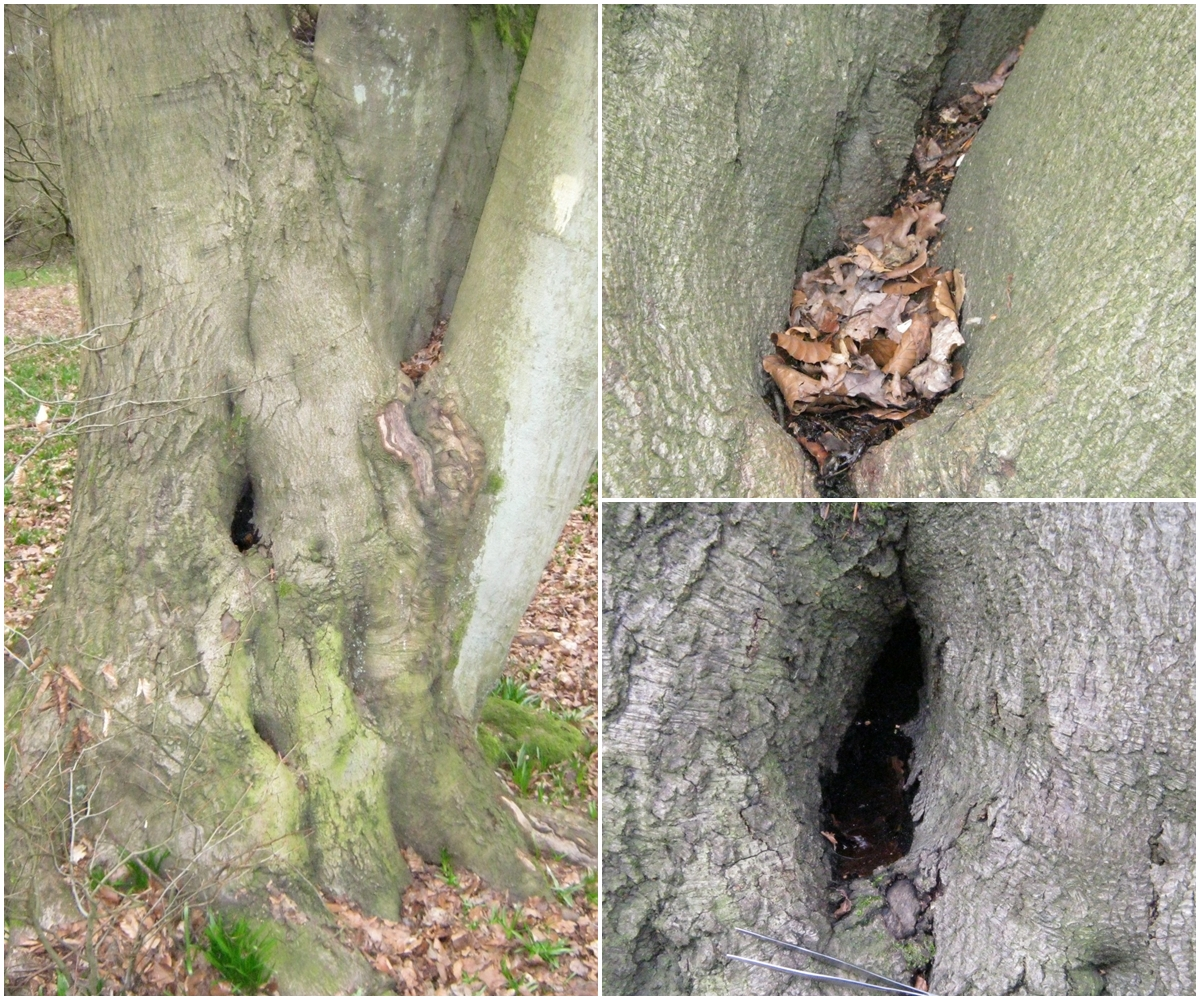
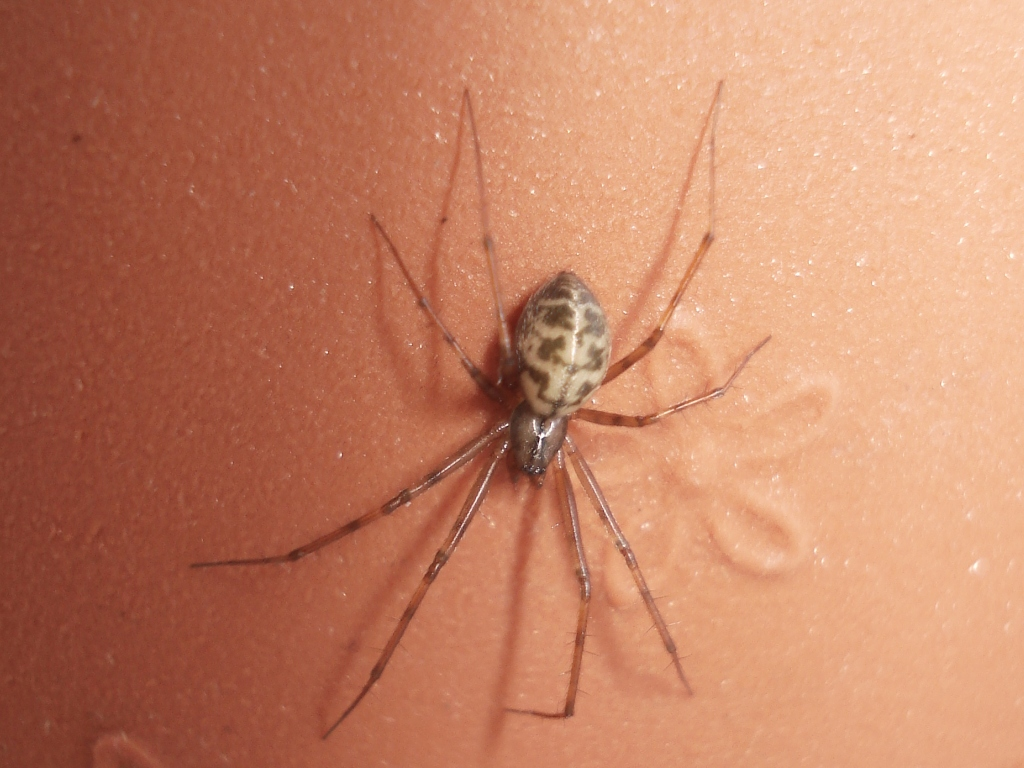
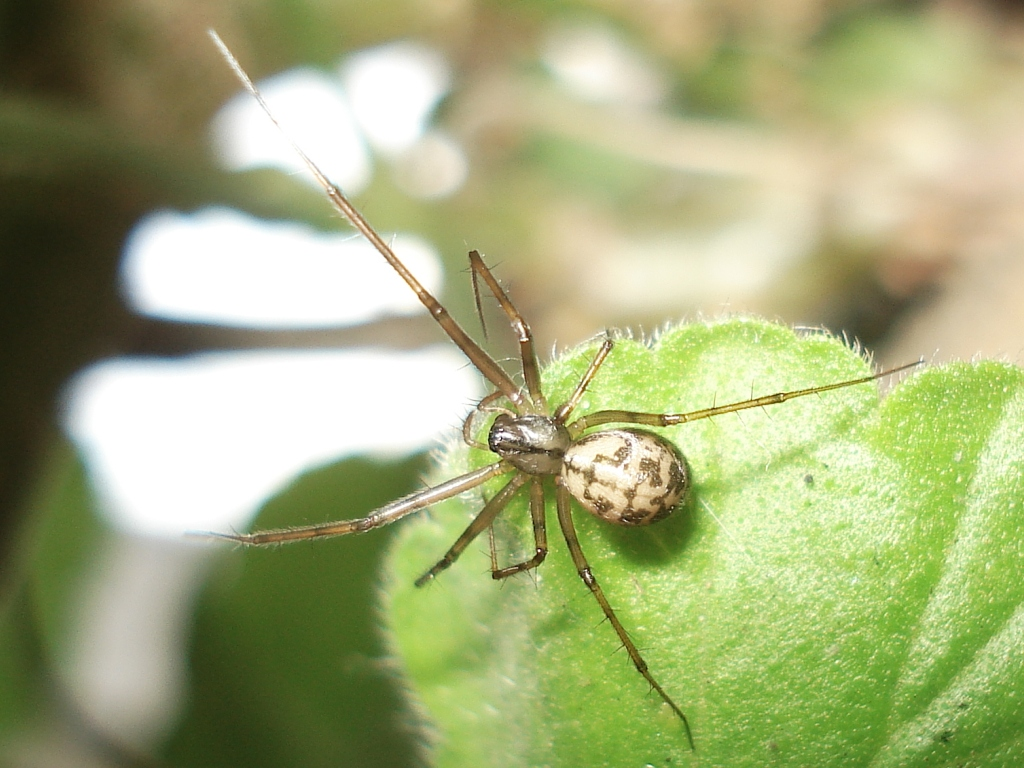
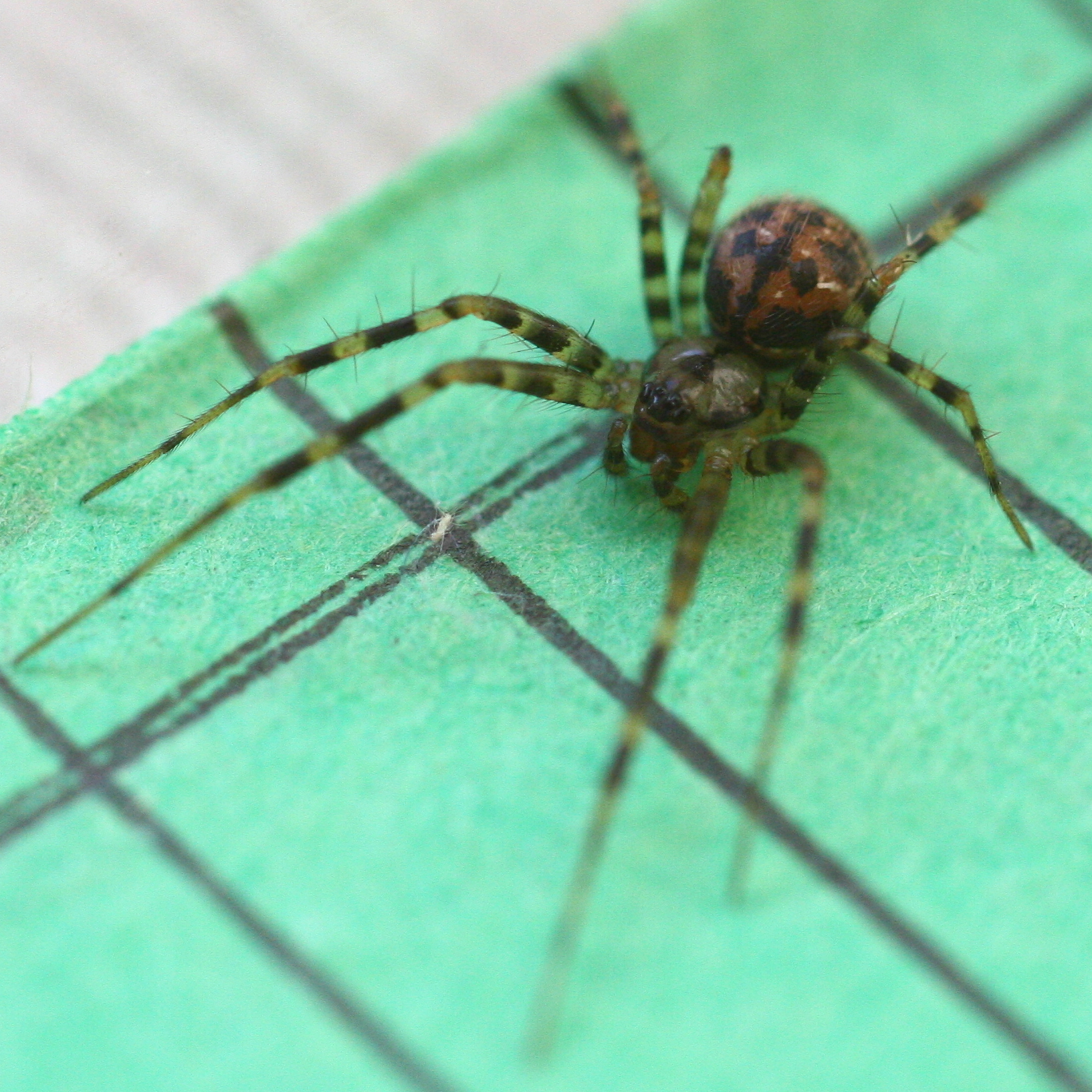